# Oshogbo
Oshogbo er en by i det vestlige Nigeria, med et indbyggertal på cirka 523.000. Byen er hovedstad i delstaten Osun.